# Range-R
Range-R je ročna merilna naprava proizvajalca L-3 Communications, ki je zmožna zaznati gibanje preko zidov. Deluje kot zelo dobro dodelan detektor gibanja, z uporabo radijskih valov, za zaznavanje prisotnosti ljudi in gibanja, majhnega kot človekovo dihanje na razdalji 15 metrov ali več.

## Polemika
naprava je bila izvor polemike, ko je bilo januarja 2015 razkrito, sta FBI in U.S. Marshall Service posredovala napravo svojim pisarnam na terenu, brez javnega razkritja njihove uporabe ali predvidenih namenov. Odgovorni so trdili, da so bile naprave namenjene za uporabo v talskih situacijah, vendar so pravniki izrazili skrb zaradi kršenja varnosti osebnih podatkov s strani varuhov zakona. V tem času so pri L-3 Communications ocenili, da so prodali približno 200 naprav, 50 različnim policijam znotraj ZDA.